# Baksjön (Åsele socken, Lappland, 712428-160311)
Baksjön är en sjö i Åsele kommun i Lappland och ingår i Gideälvens huvudavrinningsområde. Sjön har en area på 0,072 kvadratkilometer och ligger 342,1 meter över havet.

## Delavrinningsområde
Baksjön ingår i det delavrinningsområde (712420-160500) som SMHI kallar för Mynnar i Fräkentjärnen. Medelhöjden är 386 meter över havet och ytan är 5,26 kvadratkilometer. Det finns ett avrinningsområde uppströms, och räknas det in blir den ackumulerade arean 6,22 kvadratkilometer. Vattendraget som avvattnar avrinningsområdet har biflödesordning 4, vilket innebär att vattnet flödar genom totalt 4 vattendrag innan det når havet efter 161 kilometer. Avrinningsområdet består mestadels av skog (81 procent). Avrinningsområdet har 0,49 kvadratkilometer vattenytor vilket ger det en sjöprocent på 9,4 procent.